# Гусарів (струмок)
Гусарів — струмок в Україні, у Великоберезнянському районі Закарпатської області. Ліва притока Уга (басейн Дунаю).

## Опис
Довжина струмка приблизно 5,5 км.

## Розташування
Бере початок на північно-східних схилах гори Каньчіви. Тече переважно на південний захід і в Стужиці впадає у річку Уг, праву притоку Ужа.